# Гулявник лекарственный
Гулявник лекарственный (лат. Sisymbrium officinale) — вид однолетних травянистых растений семейства Капустные (Brassicaceae).

## Ботаническое описание
Однолетнее травянистое растение высотой 15-50(60) см. Стебель ветвистый, опушённый мелкими густыми и более длинными жестковатыми волосками.
Нижние листья черешковые, перисто-рассеченные. Боковые сегменты продолговато-яйцевидные, неравномерно-зубчатые. Верхушечный сегмент копьевидный. Верхние листья мелкие, копьевидные или стреловидные, сидячие.
Соцветие — узкая колосовидная кисть с жёлтыми цветками. Чашелистики 2-2,5 мм длиной, ланцетные, волосистые. Лепестки 3-4 мм. Цветение в средней полосе России в июне-августе, плодоношение в июле-сентябре.
Плод — шиловидный стручок длиной до 15 мм, густоопушенный прижатыми мелкими волосками, прижатый к основанию соцветия.
Семена 1,5-2 мм, угловатые, красновато-коричневые.
Хромосомное число 2n=14.

## Распространение и экология
Природный ареал охватывает территории Европы, Кавказа, Малой Азии, Северной Америки, Австралии. В России встречается по всей европейской части (заносное в северных областях), в Предкавказье, Сибири и на юге Дальнего Востока. Вид включен в ботанический атлас растений Ленинградской области.
Рудеральное сорное растение, произрастает на по обочинам дорог, по краям полей, в населенных пунктах. В природе — в условиях достаточного увлажнения. Морозостойкое растение, не требователен к типу почвы, выносит частичное затенение.

## Хозяйственное значение
Растение широко используется в традиционной медицине разных стран мира в качестве отхаркивающего, общеукрепляющего, диуретического, антигельминтного средства, при болезнях пищеварительной и дыхательной систем. Входит в Фармакопею Франции, но не включен Государственную фармакопею России; не утверждена фармакопейная статья на лекарственное растительное сырье.
Широко распространенный сорняк лесной и лесостепной зон. В качестве защитных мероприятий рекомендуется соблюдение севооборота, глубокая вспашка и боронование посевов зерновых культур.
Вид включен в список нетрадиционных кормовых растений как силосная, кормовая и пищевая культура.

## Классификация

### Таксономия
Sisymbrium officinale (L.) Scop., 1772, Fl. Carniol. , ed. 2, 2: 26
Вид Гулявник лекарственный относится к роду Гулявник (Sisymbrium) семейства Капустные (Brassicaceae) порядка Капустоцветные (Brassicales). Кладограмма в соответствии с Системой APG IV по состоянию на июнь 2023 года:
|  |                                      |  |                                   |                                   |                     |  | ещё 16 семейств | ещё 16 семейств |                        |  |  |  | еще 52 подтвержденных вида и 77 видов, ожидающих подтверждения |
|  |                                      |  |                                   |                                   |                     |  | ещё 16 семейств | ещё 16 семейств |                        |  |  |  | еще 52 подтвержденных вида и 77 видов, ожидающих подтверждения |
|  |                                      |  |                                   | порядок Капустоцветные            |                     |  |                 |                 | род Гулявник           |  |  |  |                                                                |
|  |                                      |  |                                   | порядок Капустоцветные            |                     |  |                 |                 | род Гулявник           |  |  |  |                                                                |
|  | отдел Цветковые, или Покрытосеменные |  |                                   |                                   | семейство Капустные |  |                 |                 | Гулявник лекарственный |  |  |  |                                                                |
|  | отдел Цветковые, или Покрытосеменные |  |                                   |                                   | семейство Капустные |  |                 |                 |                        |  |  |  |                                                                |
|  |                                      |  | ещё 63 порядка цветковых растений | ещё 63 порядка цветковых растений |                     |  |                 | ещё 354 рода    | ещё 354 рода           |  |  |  |                                                                |
|  |                                      |  |                                   | ещё 63 порядка цветковых растений |                     |  |                 |                 | ещё 354 рода           |  |  |  |                                                                |

### Синонимы
- Chamaeplium officinale  Wallr.
- Crucifera sisymbrium  E.H.L.Krause
- Erysimum officinale  L.
- Erysimum officinale var. leiocarpum  (DC.)  Farw.
- Erysimum runcinatum  Gilib.
- Erysimum vulgare  Rupr.
- Hesperis niagarensis  Kuntze
- Hesperis officinalis  Kuntze
- Hesperis ruderalis  Kuntze
- Kibera officinalis  Calest.
- Phryne vulgaris  Bubani
- Sisymbrium niagarense  E.Fourn.
- Sisymbrium officinale subsp. leiocarpum  (DC.) Piper  &  Beattie
- Sisymbrium officinale var. genuinum  Briq.
- Sisymbrium officinale var. leiocarpum  DC.
- Sisymbrium officinale var. officinale  –
- Sisymbrium officinarum  Crantz
- Valarum officinale  Schur
- Velarum leiocarpum  (DC.)  Tzvelev
- Velarum officinale  Rchb.
- Velarum officinale subsp. leiocarpum  (DC.)  Tzvelev
- Velarum tzvelevii  V.I.Dorof.